# 낯선 사람에게서 전화가 올 때
《낯선 사람에게서 전화가 올 때》(영어: When a Stranger Calls)는 미국에서 제작된 사이먼 웨스트 감독의 2006년 심리 공포 영화이다. 커밀라 벨 등이 출연하였고, 존 데이비스 등이 제작에 참여하였다.

## 출연진
- 커밀라 벨
- 토미 플래너건
  - 랜스 헨릭슨
- 케이티 캐시디
- 테사 톰프슨
- 브라이언 게러티
- 클라크 그레그
- 데럭 더린트
- 케이트 제닝스 그랜트
- 데이비드 덴먼
- 매들린 캐럴
- 존 보벡
- 브래드 서로스키
- 에셔 홀러웨이
- 오언 스미스
- 제시카 페이 헬머
- 다이애나 에이그론

## 기타 제작진
- 배역: 낸시 네이어
- 미술: 존 게리 스틸
- 의상: 마리실비 더보

## 음악
| #            | 제목                              | 재생 시간 |
| ------------ | --------------------------------- | --------- |
| 1.           | 〈Main Title〉                    | 00:04:51  |
| 2.           | 〈Fateful Drive〉                 | 00:02:57  |
| 3.           | 〈The House〉                     | 00:03:43  |
| 4.           | 〈Exploring〉                     | 00:05:16  |
| 5.           | 〈Have You Checked the Children〉 | 00:05:11  |
| 6.           | 〈Tiffany〉                       | 00:02:55  |
| 7.           | 〈Knock Knock Who There〉         | 00:07:18  |
| 8.           | 〈Curtain Call〉                  | 00:03:14  |
| 9.           | 〈60 Seconds〉                    | 00:03:39  |
| 10.          | 〈Inside the House〉              | 00:04:12  |
| 11.          | 〈Stranger〉                      | 00:03:48  |
| 12.          | 〈Conflagration〉                 | 00:04:07  |
| 13.          | 〈Police Station〉                | 00:02:44  |
| 14.          | 〈Lunatic Asylum〉                | 00:03:58  |
| 15.          | 〈End Credits〉                   | 00:02:42  |
| 총 재생 시간 | 총 재생 시간                      | 01:00:35  |